# النقض
بعض مثالب النواصب فی نقض بعض فضائح الروافض که به نام خلاصه «النقض» معروف است، کتابی است کلامی که در پاسخ به کتاب «بعض فضائح الروافض» و در دفاع از عقاید شیعه امامیه در قرن ششم توسط عبدالجلیل قزوینی رازی نگاشته شده‌است.
کتاب حاوی اطلاعاتی تاریخی و جغرافیایی نیز می‌باشد. شیوهٔ کتاب به این گونه‌است که عبدالجلیل بند بند از کتاب بعض فضائح نقل می‌کند و سپس انتقادات نویسنده را پاسخ می‌گوید.

## نمونهٔ نثر
آنگه [نویسندهٔ کتاب بعض فضائح] گفته‌است: «و [رافضیان] مغازیها می‌خوانند که علی را به فرمان خدای تعالی در منجنیق نهاده و بذات السلاسل انداختند تا به تنهایی آن قلعه را که پنج‌هزار مرد درو بود، تیغ‌زن، بستد، و علی درِ خیبر به یک دست بر کَنْد، دری که به صد مرد از جای خود بجنبانیدندی، و به دستی می‌داشت تا لشکر بدان گذر می‌کرد و بوبکر و عمر و عثمان و دیگر صحابه از حسد بر علی بر آن در آمد و شد می‌کردند تا علی خسته گردد و عجزش ظاهر گردد»
اما جواب آنکه «مغازیها خوانند که آن را اصل نباشد» این هم به ظاهر بغضِ علی مرتضی است و اولاد و او و چنانست که متعصبان بنی امیه و مروانیان و بعد از قتل حسین با فضیلت و منقبت علی طاقت نمی‌داشتند جماعتی خارجیان از بقیت سیف علی و گروهی بددینان را به هم جمع کردند تا مغازیهای بدروغ و حکایاتِ بی‌اصل وضع کردند در حق رستم و سرخاب [= سهراب] و اسفندیار و کاووس و و زال و غیر ایشان، خوانندگان را بر مربعات اسواق بلاد ممکّن کردند تا می‌خوانند تا رد باشد بر شجاعت و فضل امیرالمومنین و هنوز این بدعت باقی مانده‌است که به‌اتفاقِ امت مصطفی مدح گبرکان خواندن بدعت و ضلالت است...

این بند آخر اشاره به رقابت مناقبیان و فضائلیان دارد. دستهٔ نخست در منقبت شخصیت‌های شیعه هنگامه می‌گرفتند و دستهٔ دوم در ذکر داستانهای پهلوانی ایرانی.  نویسنده ترویج داستانهای پهلوانی ایرانی نظیر داستانهای رستم و سهراب را توطئهٔ دشمن می‌داند تا رد باشد بر شجاعت امام اول شیعیان.

## تصحیح
این کتاب  سید جلال الدین حسینی، معروف به محدث ارموی (و بخش‌هایی پس از درگذشت او توسط فرزندنش علی محدث) طی سالهای ۱۳۲۸ تا ۱۳۵۸ تصحیح و توسط  انتشارات انجمن آثار ملی تهران، منتشر گردید.